# Marcus Hortulan
Marcus Ulsøe Hortulan, född (döpt den 22 april) 1720 i Vester Hassing i Vendsyssel, död den 11 juli 1783 i Köpenhamn, var en dansk skådespelare.
Hortulan, som var prästson, tillhörde 1748-79 den danske skueplads samt utmärkte sig särskilt i bonde- och gubbroller.